# Plazminogen

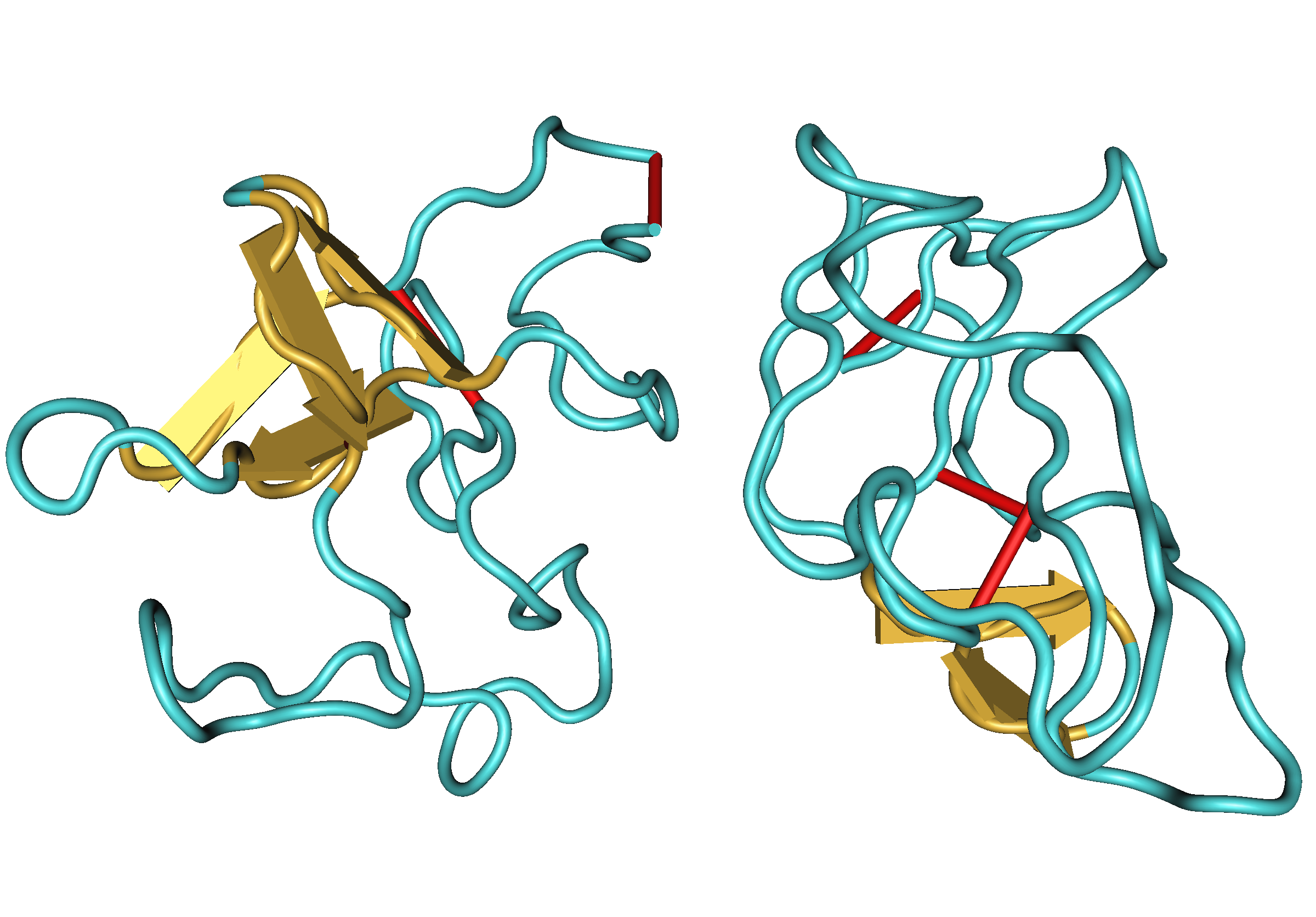
Plazminogen

Plazminogen – nieaktywne białko w surowicy krwi. Jest to czynnik fibrynolityczny będący proenzymem (prekursorem) plazminy. Do przekształcenia plazminogenu w plazminę wymagany jest enzym tkankowy aktywator plazminogenu oraz inne czynniki np. urokinaza.
Plazminogen pobudza syntezę reniny.